# Club Atlético de Madrid
Il Club Atlético de Madrid è una società calcistica spagnola di Madrid che milita in Primera División, la massima divisione del campionato spagnolo di calcio.
A livello internazionale è la terza squadra in Spagna per numero di titoli ufficiali vinti: 8. Nella bacheca del club figurano: 1 Coppa delle Coppe (1961-62), 3 Europa League (2009-10, 2011-12 e 2017-18), 3 Supercoppe UEFA (2010, 2012 e 2018) e 1 Coppa Intercontinentale (1974). L'Atlético Madrid è l'unica squadra ad aver conquistato la Coppa Intercontinentale senza aver vinto la Coppa dei Campioni, allora requisito indispensabile per accedere alla manifestazione: nel 1974, infatti, a seguito della rinuncia del Bayern Monaco a parteciparvi, i madrileni incontrarono e sconfissero gli argentini dell'Independiente, campioni in carica della Coppa Libertadores e detentori della Coppa Intercontinentale. È inoltre la sola compagine nella storia del massimo torneo d'Europa per club ad aver disputato per tre volte la finale (1974, 2014, 2016) senza mai essere riuscita a laurearsi campione.
A livello nazionale è la quarta squadra in Spagna per numero di titoli ufficiali vinti: 26. Nella bacheca del club figurano: 11 campionati, 10 Coppe del Re, 5 Supercoppe di lega (2 Supercoppe di Spagna, 2 Coppa Eva Duarte e 1 Coppa Presidente della RFEF). Complessivamente il club si è aggiudicato 34 trofei ufficiali, 26 nazionali e 8 internazionali, che la rendono la quarta squadra più vincente in Spagna dietro a Real Madrid, Barcellona e Athletic Bilbao.
Il soprannome più comune dei giocatori è quello di colchoneros, alla lettera "materassai", in quanto il colore e la foggia delle uniformi della squadra erano analoghi a quelli delle tele che all'epoca rivestivano i materassi. Altri soprannomi sono rojiblancos (rossobianchi) e indios.

## Storia

Rendimento in campionato del Club Atlético de Madrid 1929-presente

Il Club Atlético de Madrid è stato fondato il 26 aprile 1903 da alcuni studenti baschi residenti a Madrid, con l'intenzione di creare una società satellite dell'Athletic Club: la squadra (il cui primo nome fu Athletic de Madrid) adottò in effetti gli stessi colori sociali del club basco (allora bianco e blu) per poi passare, nel 1912, al bianco e rosso. Divenuta società indipendente nel 1923, l'Atlético Madrid disputò negli anni venti gli allora principali tornei calcistici spagnoli, in particolare la Coppa di Spagna (nome con il quale era indicata l'attuale Coppa del Re), in cui giunse secondo nel 1921 e nel 1926. La vittoria del campionato del Centro nel 1928 valse ai colchoneros l'accesso alla prima edizione della Primera División: fu solo dopo la fine della guerra civile e la fusione con il club Aviación Nacional che l'Atlético Madrid iniziò a cogliere i primi successi in campo nazionale, aggiudicandosi i due campionati successivi al termine delle ostilità.

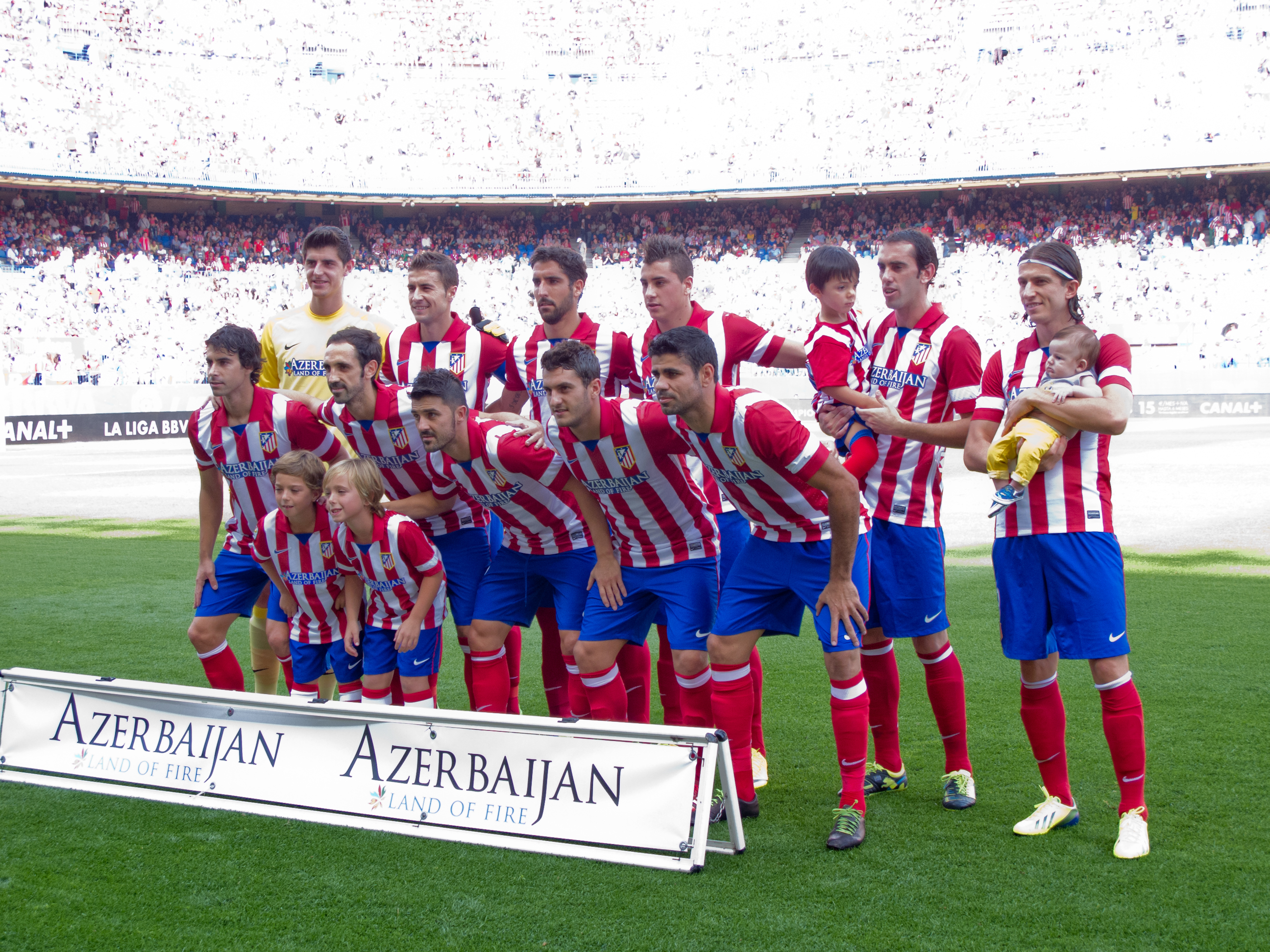
La squadra dell'Atlético Madrid prima di una partita del campionato 2013-2014, il decimo conquistato a diciotto anni di distanza dall'ultimo

A partire dagli anni cinquanta i colchoneros incominciarono ad acquisire notorietà a livello internazionale grazie ai risultati ottenuti nelle neonate coppe europee UEFA: nella stagione 1958-1959 l'Atlético ebbe modo di esordire in Coppa dei Campioni grazie alla simultanea vittoria nella manifestazione da parte dei rivali cittadini del Real Madrid, i quali fermeranno in semifinale il cammino dei colchoneros. Nel 1962 l'Atlético Madrid vinse invece il suo primo trofeo internazionale sconfiggendo la Fiorentina nella finale di Coppa delle Coppe. In campo nazionale l'Atlético Madrid si dimostrò l'unica squadra in grado di contrastare l'egemonia del Real Madrid vincendo il titolo nelle stagioni 1965-1966, 1969-1970, 1972-1973. Nella stagione successiva alla vittoria di quest'ultimo campionato i colchoneros si resero protagonisti di un cammino in Coppa dei Campioni che li portò fino alla finale contro il Bayern Monaco: al termine di una partita combattuta l'Atlético Madrid fu raggiunto a pochi secondi dal termine dopo essere passato in vantaggio a metà del secondo tempo supplementare. La ripetizione, giocata due giorni dopo, vide i tedeschi prevalere per 4-0. Nonostante la vittoria mancata in Coppa dei Campioni i colchoneros ebbero la possibilità di giocarsi la Coppa Intercontinentale in seguito alla rinuncia del Bayern Monaco. L'Atlético Madrid vinse il trofeo battendo gli argentini dell'Independiente, rimontando nella gara di ritorno l'1-0 subito all'andata in Argentina.
Interlocutorio fu il decennio successivo, caratterizzato da continui cambi di dirigenza al vertice: l'unico acuto si ebbe nel 1986 con la finale di Coppa delle Coppe persa contro la Dinamo Kiev. L'anno successivo, in seguito alla morte del presidente Vicente Calderón, il club fu acquisito dal politico Jesús Gil, che dette avvio ad una massiccia operazione di rinforzo della squadra che culminò, nella stagione 1995-1996, con la vittoria del doblete (campionato e coppa nazionale) sotto la guida del nuovo tecnico Radomir Antić. Ciononostante, negli anni successivi la squadra ebbe un tracollo tecnico e societario (dovuto in parte alle vicende giudiziarie del presidente, implicato di favoritismi con la mafia siciliana) che culminò con la retrocessione in Segunda División al termine della stagione 1999-2000.
Ritornato in massima serie dopo due anni, l'Atlético Madrid fu acquistato nel 2003 dal produttore cinematografico Enrique Cerezo, che nel giro di tre anni costruì una squadra in grado di assumere una dimensione europea, approdando per due anni consecutivi (2007-2008 e 2008-2009) in UEFA Champions League e vincendo, nel 2009-2010, la prima edizione della UEFA Europa League e la Supercoppa UEFA, quest'ultima grazie al successo per 2-0 contro l'Inter. Dal 2011, sotto la guida di Diego Simeone, la squadra ha ottenuto successi sia in patria (Coppa del Re 2012-2013, campionato 2013-2014, Supercoppa di Spagna 2014, campionato 2020-2021) sia in Europa, dove i colchoneros hanno vinto due Europa League (2011-2012, 2017-2018), due Supercoppe UEFA (2012, 2018) e hanno disputato due finali di UEFA Champions League (2014 e 2016), entrambe perse contro il Real Madrid.

## Colori e simboli

### Colori
La divisa di casa dell'Atlético Madrid è costituita da una maglia a strisce bianche e rosse verticali, calzoncini azzurri o blu e calzettoni rossi. Questa divisa è stata introdotta nel 1912 per motivi economici (divise del genere erano facilmente ricavabili dai fondi dei materassi, cosa questa che valse ai giocatori e ai tifosi della squadra il nome di colchoneros). In precedenza la squadra adottava la stessa divisa dell'Athletic Club, dai colori bianco e blu. Con il passare degli anni la divisa dell'Atlético Madrid ha subito modifiche marginali, per lo più relative al colore dei pantaloncini più o meno scuro e al numero delle strisce. Una novità rilevante si è avuta nel 2006, quando è stata introdotta una maglia divisa in due con una metà bianca e una rossa. Negli anni successivi, tuttavia, si è tornati alla divisa classica.
| 1903-1910 | 1911-1912 | 1947-1948 | 1974-1975 | 1995-1996 | 1999-2000 | 2004-2005 | 2005-2006 | 2006-2007 | 2007-2008 | 2008-2009 | 2009-2010 | 2010-2011 |

| 2011-2012 | 2012-2013 |  | 2013-2014 | 2014-2015 | 2015-2016 | 2016-2017 | 2017-2018 | 2018-2019 | 2019-2020 | 2019-2020 |  | 2020-2021 | 2021-2022 | 2022-2023 |

| 2023-2024 | 2024-2025 |

### Simboli ufficiali

#### Stemma
Il simbolo dell'Atlético Madrid presenta alcune analogie con quello dell'Athletic Club, da cui mutua le strisce bianche e rosse e il triangolo sulla parte superiore dello stemma. Per quanto riguarda lo stemma dell'Atlético Madrid, il triangolo è blu e contiene le sette stelle (a cinque punte, numero indicante le province limitrofe a Madrid) della costellazione dell'Orsa Maggiore, presenti sia nello stemma cittadino, sia nella bandiera della comunità autonoma di Madrid. All'interno del triangolo vi è inoltre l'immagine dell'orso con il corbezzolo, simbolo della città di Madrid.
Nella storia della squadra sono state introdotte sei versioni dello stemma: dal 1903 fino al 1917 la squadra aveva lo stesso stemma dell'Athletic Club, circolare e con le lettere iniziali della squadra incrociate al centro. Il 22 novembre 1917 compare sulla rivista Madrid-Sport una versione più simile al logo attuale, mentre nel 1939, con la fusione con l'Aviación Nacional, lo stemma fu dotato delle ali dell'emblema dell'aviazione e di una corona. Nel 1947 viene infine introdotto uno stemma più simile all'attuale che differisce da quello corrente (introdotto negli anni ottanta) per l'assenza di un bordo giallo come contorno.
Nella stagione 2016/17 lo stemma dell'Atlético Madrid viene leggermente aggiornato, cambiando la tonalità di blu, le strisce rosse (ora più sottili) e il contorno, che da giallo diventa blu.
Il 9 dicembre 2016 viene presentato in anteprima quello che sarà il nuovo stemma dell'Atlético Madrid per la stagione seguente. Esso mantiene la struttura formale, ma è più tondeggiante nella parte superiore per richiamare il primissimo stemma utilizzato nel 1903. I colori dominanti sono il blu (tornato scuro), il bianco e il rosso, abbandonando così il verde, il marrone e il nero che facevano parte dello stemma della città di Madrid. Inoltre l'orso viene specchiato secondo l'asse verticale e viene ridotto il numero di strisce biancorosse. 
Infine, nel giugno 2023 il club annuncia il ritorno al logo della stagione 2016/2017 dal 1º luglio 2024, in seguito ad una petizione della tifoseria contro la versione modernizzata di quest'ultimo.

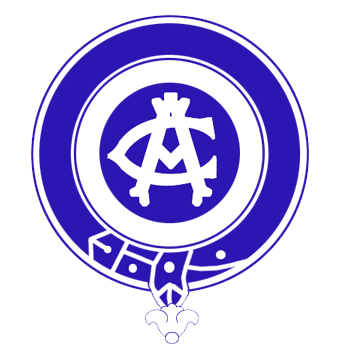
Il primo stemma in uso dal 1903 al 1911
Il secondo stemma utilizzato dal 1911 al 1917
Lo stemma utilizzato dal 2017 al 2024

#### Mascotte

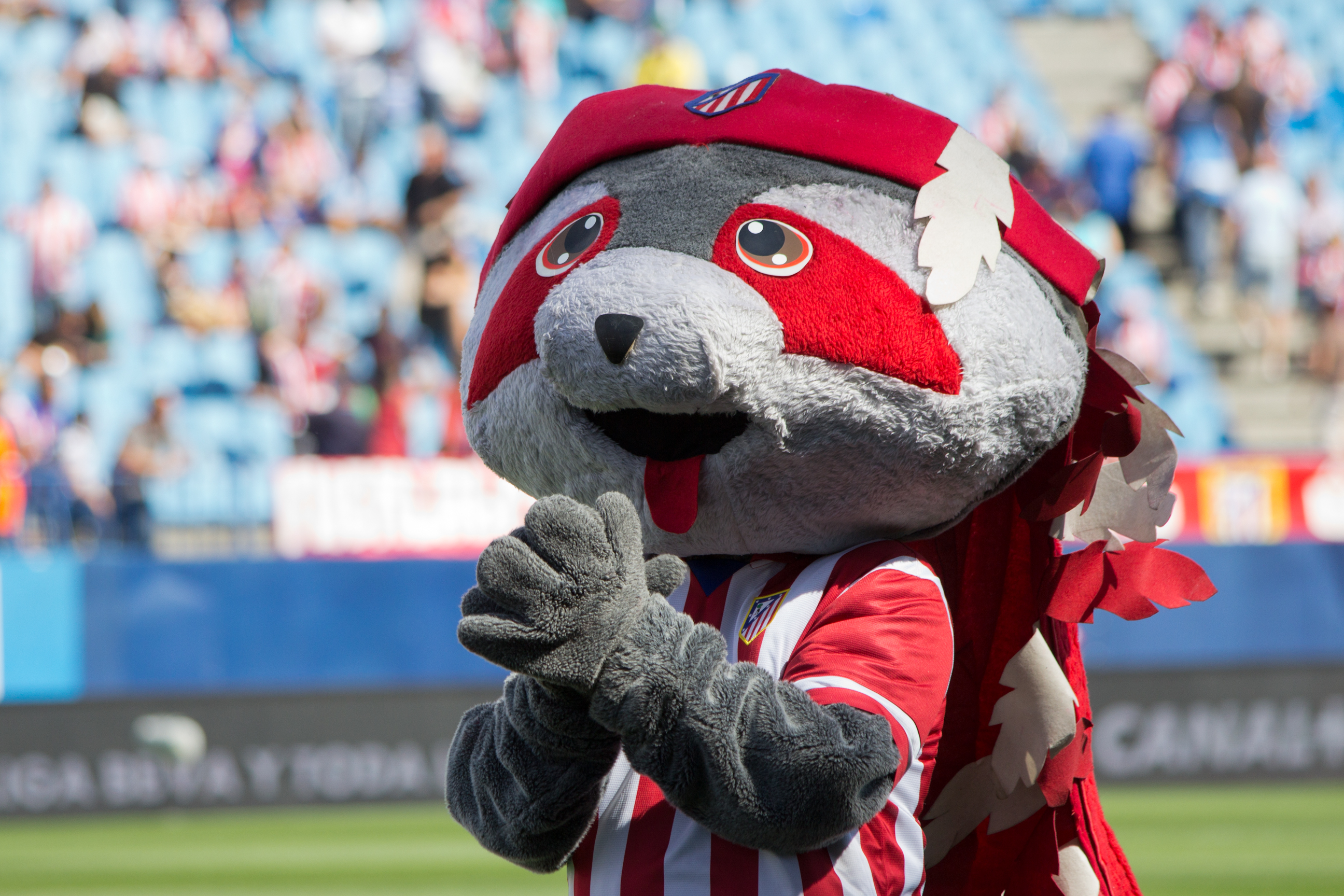
Indy, mascotte dell'Atlético Madrid

La mascotte dell'Atlético Madrid è Indy, un procione con la divisa biancorossa e la testa adornata da un copricapo tipico dei nativi d'America Apache, sempre biancorosso.

## Strutture

### Stadio

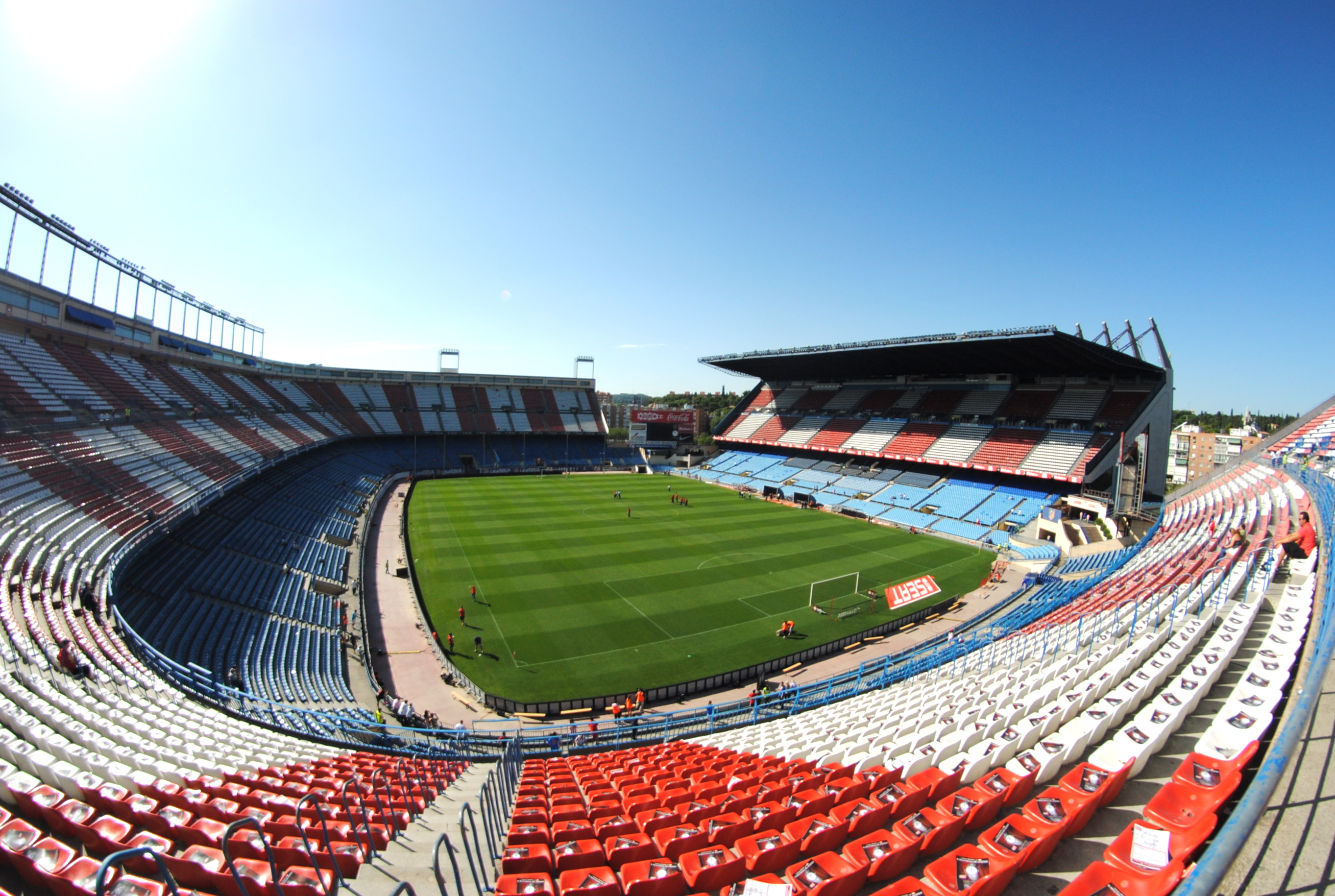
Lo stadio Vicente Calderón utilizzato dal 1966 al 2017

La squadra, dopo cinquant'anni di partite disputate nello stadio Vicente Calderón, a partire dal 2017 si trasferisce nel nuovo stadio Estadio Olímpico de Madrid, già noto come Estadio de la Peineta, di cui la società è proprietaria. Il nuovo impianto ha una capacità maggiore di tredicimila posti a sedere rispetto al Calderón, per un totale di circa 70 460 spettatori.

## Società

### Sponsor
| Abbigliamento tecnico - 1920-1980 Condor - 1980-1983 Meyba - 1983-1998: Puma - 1998-2001: Reebok - 2001-2026: Nike | Sponsor ufficiale - 1987-1990: Mita - 1990-1993: Marbella - 1993-1994: Antena 3 / Herdez - 1994-1996: Marbella - 1996-1997: Bandai / Tamagotchi - 1997-1999: Marbella - 2000-2003: Idea - 2003-2005: Columbia Pictures - 2005-2012: KIA - 2012: Huawei - 2012-2015 : Ministero del Turismo dell'Azerbaigian - 2015-2022 : Plus500 / Hyundai - 2022-2023 : WhaleFin - 2023- : Riyadh Air |

## Allenatori e presidenti

### Allenatori
La storia dell'Atlético Madrid è caratterizzata da continui cambi in seno alla panchina, in particolare durante la presidenza Gil, in cui si avvicendarono 31 allenatori in sedici anni. Il primo allenatore della squadra fu l'inglese Frederick Pentland, che guidò i colchoneros in due occasioni (nella stagione 1928-29 e dal 1933 al 1936). Tra le nazionalità dei tecnici prevale quella spagnola, con larga preminenza di argentini.
L'allenatore più longevo della squadra è Diego Simeone, sulla panchina dell'Atlético dal 2011. Nel 2023 Simeone supera Luis Aragonés come allenatore con più gare disputate. D'altro canto Aragonés resta l'allenatore con più stagioni disputate dal momento che guidò i Colchoneros per quindici anni, anche se non consecutivi: allenò infatti la squadra in quattro periodi di tempo distinti (dal 1974 al 1980, dal 1982 al 1987, dal 1991 al 1993 e dal 2001 al 2003). Simeone detiene altresì il titolo di allenatore più vincente della storia del club, con otto trofei ufficiali vinti.
- 1928-1929:  Frederick Pentland
- 1929-1930:  Ángel Romo
- 1930-1932  Rudolf Jeny
- 1932-1933:  Walter Harris
- 1933-1935:  Frederick Pentland
- 1935:  Martín Marculeta
- 1935-1936:  José Samitier
- 1939-1940:  Ricardo Zamora
- 1940:  Ramón de la Fuente
- 1940-1946:  Ricardo Zamora
- 1946-1948:  Emilio Vidal
- 1948-1949:  Lino Taioli
- 1949-1953:  Helenio Herrera
- 1953:  Colón
- 1953-1954:  Benito Díaz
- 1954-1955:  Jacinto Quincoces
- 1955-1957:  Antonio Barrios
- 1957-1959:  Ferdinand Daučík
- 1959-1961:  José Villalonga
- 1961-1963:  Tinte
- 1963:  Adrián Escudero
- 1963-1964:  Sabino Barinaga
- 1964-1965:  Otto Bumbel
- 1965-1966:  Domingo Balmanya
- 1966-1968:  Otto Glória
- 1968-1969:  Miguel González Pérez
- 1969-1971:  Marcel Domingo
- 1971-1973:  Max Merkel
- 1973-1974:  Juan Carlos Lorenzo
- 1974-1978:  Luis Aragonés
- 1978:  Héctor Núñez
- 1978:  Luis Aragonés
- 1978-1979:  Ferenc Szusza
- 1979-1980:  Luis Aragonés
- 1980:  Jesús Martínez Jayo
- 1980:  Marcel Domingo
- 1980-1981:  José Luis García Traid
- 1981:  Luis Cid
- 1981-1982:  José Luis García Traid
- 1982-1986:  Luis Aragonés
- 1986:  Vicente Miera
- 1986:  Martínez Jayo
- 1986-1987:  Luis Aragonés
- 1987-1988:  César Luis Menotti
- 1988:  José Armando Ufarte
- 1988:  Antonio Briones
- 1988:  José María Maguregui
- 1988:  Antonio Briones
- 1988-1989:  Ron Atkinson
- 1989:  Colin Addison
- 1989:  Antonio Briones
- 1989-1990:  Javier Clemente
- 1990:  Antonio Briones
- 1990:  Joaquín Peiró
- 1990:  Iselín Santos Ovejero
- 1990-1991:  Tomislav Ivić
- 1991-1993:  Luis Aragonés
- 1993:  Ramón Heredia
- 1993:  Jair Pereira
- 1993:  Ramón Heredia
- 1993:  Emilio Cruz
- 1993-1994:  José Luis Romero
- 1994:  Iselín Santos Ovejero
- 1994:  Jorge D'Alessandro
- 1994:  Francisco Maturana
- 1994-1995:  Jorge D'Alessandro
- 1995:  Alfio Basile
- 1995:  Carlos Sánchez Aguiar
- 1995-1998:  Radomir Antić
- 1998-1999:  Arrigo Sacchi
- 1999:  Carlos Sánchez Aguiar
- 1999:  Radomir Antić
- 1999-2000:  Claudio Ranieri
- 2000:  Radomir Antić
- 2000-2001:  Fernando Zambrano
- 2001:  Marcos Alonso
- 2001:  Carlos García Cantarero
- 2001-2003:  Luis Aragonés
- 2003-2004:  Gregorio Manzano
- 2004-2005:  César Ferrando
- 2005-2006:  Carlos Bianchi
- 2006:  Pepe Murcia
- 2006-2009:  Javier Aguirre
- 2009:  Abel Resino
- 2009-2011:  Quique Sánchez Flores
- 2011:  Gregorio Manzano
- 2011-:  Diego Simeone

### Presidenti
Dal 28 maggio 2011 il presidente della società è Enrique Cerezo, produttore cinematografico che rilevò la quota azionaria dal dimissionario Jesús Gil. In centodiciannove anni di storia la società ha avuto ventisette presidenti, di cui due (Julián Ruete e Vicente Calderón) salirono al vertice della squadra in due occasioni diverse. Il presidente più longevo della storia del club è Vicente Calderón, che rimase in seno alla dirigenza della squadra per 21 anni, dal 1964 al 1980 e in seguito dal 1982 al 1987.
- 1903:  Enrique Allende
- 1903-1907:  Eduardo de Acha
- 1907-1909:  Ricardo de Gondra
- 1909-1912:  Ramón de Cárdenas
- 1912-1919:  Julián Ruete
- 1919-1920:  Álvaro de Aguilar
- 1920-1923:  Julián Ruete
- 1923-1926:  Juan Estefanía
- 1926-1931:  Luciano Urquijo
- 1931-1935:  Rafael González
- 1935-1936:  José L. del Valle
- 1936-1939:  José María Fernández
- 1939:  Francisco Vives
- 1939-1941:  Luis Navarro Garnica
- 1941-1945:  Manuel Gallego

- 1946-1947:  Juan Touzón
- 1947-1952:  Cesáreo Galíndez
- 1952-1955:  Luis Benítez de Lugo
- 1955:  Jesús Suevos
- 1955-1964:  Javier Barroso
- 1964-1980:  Vicente Calderón
- 1980:  Ricardo Irezábal
- 1980-1982:  Alfonso Cabeza
- 1982:  Antonio del Hoyo
- 1982:  Agustín Cotorruelo
- 1982-1987:  Vicente Calderón
- 1987:  Francisco Castedo
- 1987-2003:  Jesús Gil
- 2003-:  Enrique Cerezo

## Calciatori

### Vincitori di titoli

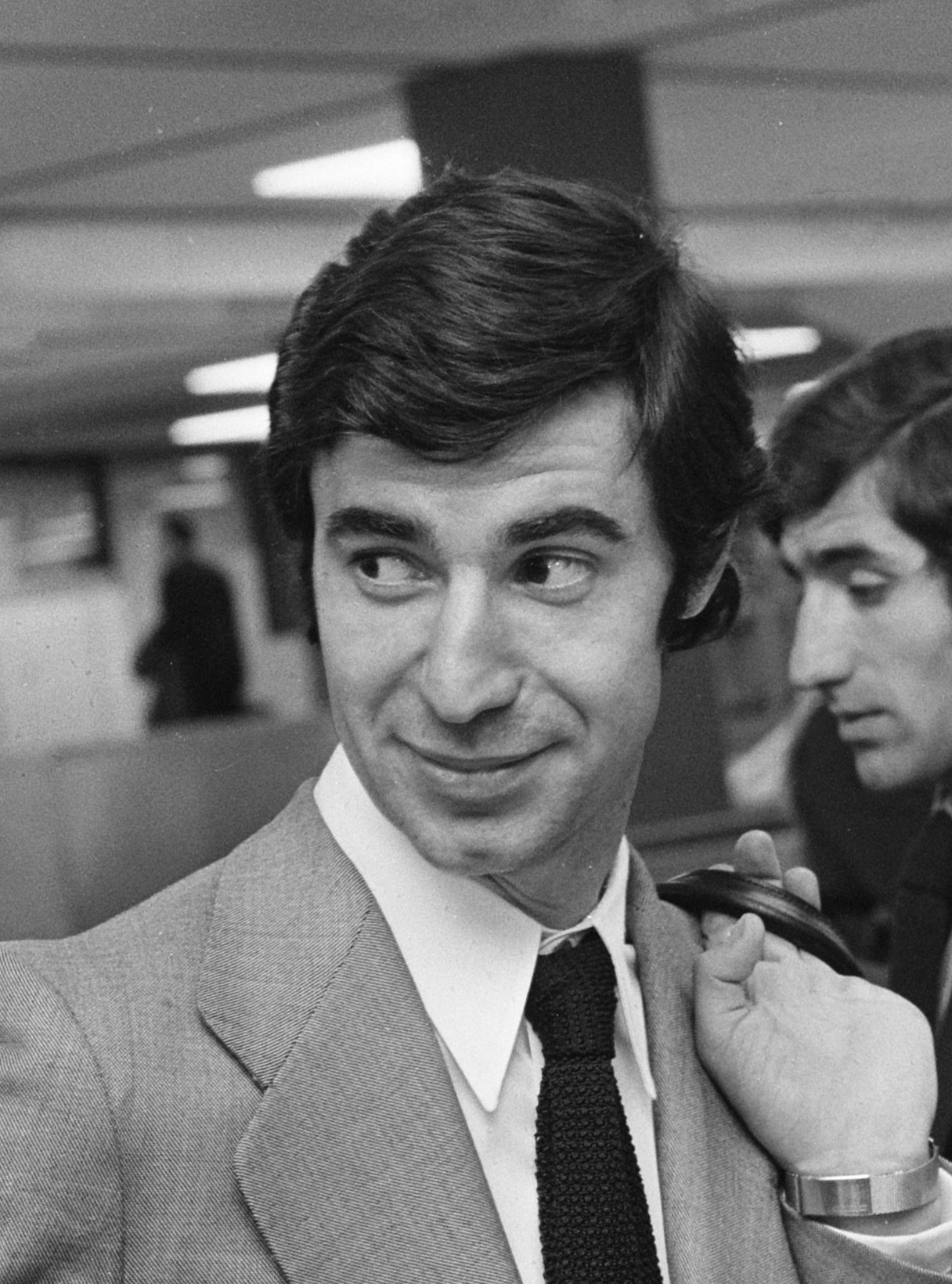
José Gárate, per tre anni consecutivi Pichichi dell'Atlético
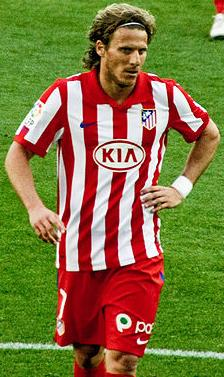
Diego Forlán, l'unico vincitore della Scarpa d'oro coi Colchoneros
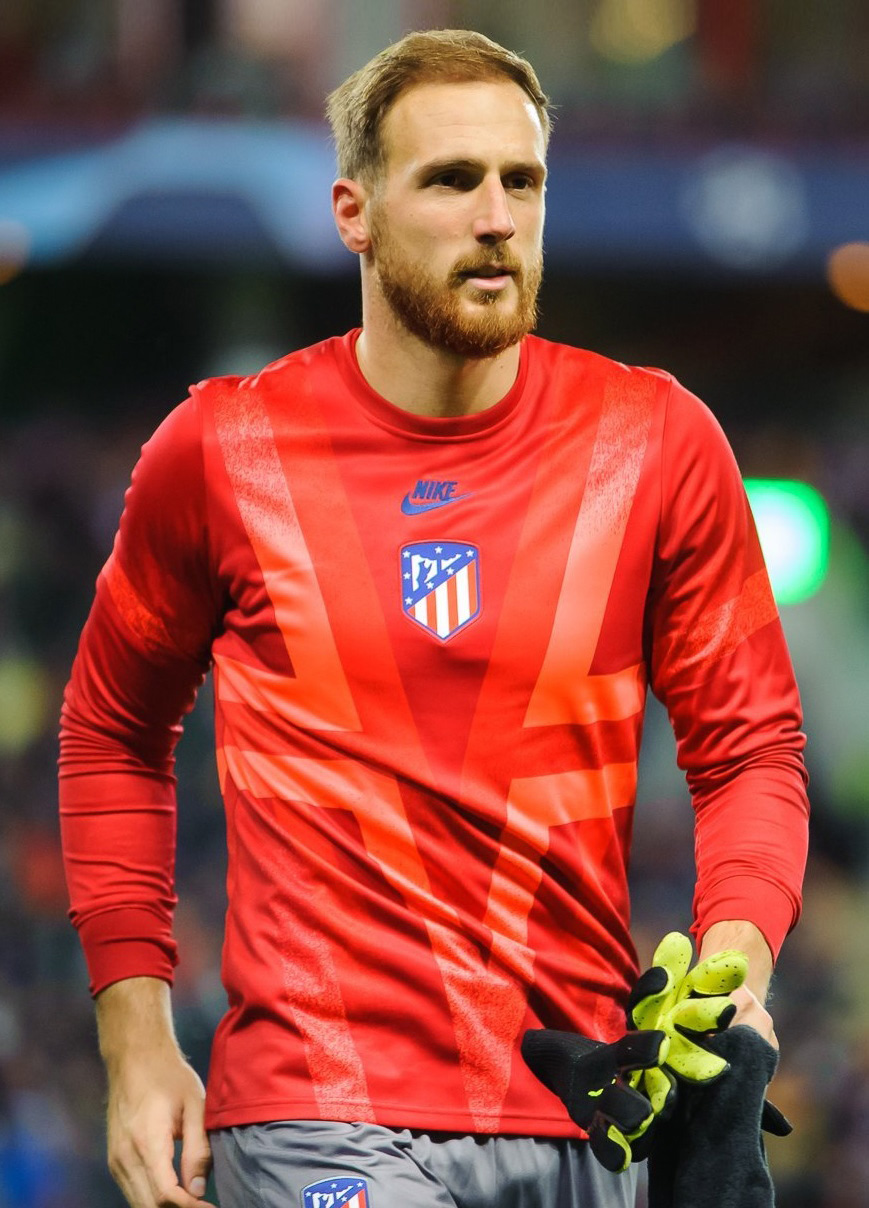
Jan Oblak, il portiere con più trofei Zamora conquistati (5)

- Trofeo Pichichi: 10

 Pruden (1941),
 José Eulogio Gárate (1968-69, 1969-70, 1970-71)
 Luis Aragonés (1969-70)
 Hugo Sánchez (1984-85)
 Baltazar (1988-89)
 Manolo (1991-92)
 Christian Vieri (1997-98)
 Diego Forlán (2008-09)
- Trofeo Zamora: 15[26]

 Fernando Tabales (1939-40)
 Marcel Domingo (1948-49)
 Luis Menéndez (1953-54)
 Rodri (1970-71)
 Miguel Reina (1976-77)
 Abel Resino (1990-91)
 José Francisco Molina (1995-96)
 Thibaut Courtois (2012-13 e 2013-14)
 Jan Oblak (2015-16, 2016-17, 2017-18, 2018-19, 2020-21 e 2024-25) (record)
- Scarpa d'oro: 1

 Diego Forlán (2009)
Campioni del mondo
- Lucas Hernández (Russia 2018)
- Antoine Griezmann (Russia 2018)
- Ángel Correa (Qatar 2022)
- Rodrigo de Paul (Qatar 2022)
- Nahuel Molina (Qatar 2022)

Campioni d'Europa
- Adelardo (Spagna 1964)
- Enrique Collar (Spagna 1964)
- Feliciano Rivilla (Spagna 1964)
- Ntemīs Nikolaïdīs (Portogallo 2004)
- Juanfran (Polonia-Ucraina 2012)
- Álvaro Morata (Germania 2024)

Campioni del Sudamerica
- Heriberto Herrera (Perù 1953)
- Baltazar (Brasile 1989)
- Diego Forlán (Argentina 2011)
- Diego Godín (Argentina 2011)
- Ángel Correa (Brasile 2021)
- Rodrigo de Paul (USA 2024)
- Nahuel Molina (USA 2024)

Calciatori vincitori della Nations League
- Antoine Griezmann (2021)
- Álvaro Morata (2023)

## Palmarès

### Competizioni nazionali
- Campionato spagnolo: 11

1939-1940, 1940-1941, 1949-1950, 1950-1951, 1965-1966, 1969-1970, 1972-1973, 1976-1977, 1995-1996, 2013-2014 , 2020-2021
- Coppa di Spagna: 10

1959-1960, 1960-1961, 1964-1965, 1971-1972, 1975-1976, 1984-1985, 1990-1991, 1991-1992, 1995-1996, 2012-2013 
- Supercoppa di Spagna: 2

1985, 2014
- Coppa dei Campioni di Spagna: 1

1941
- Coppa Eva Duarte: 1

1951
- Coppa Presidente FEF: 1

1941-1947
- Segunda División: 1

2001-2002

### Competizioni internazionali

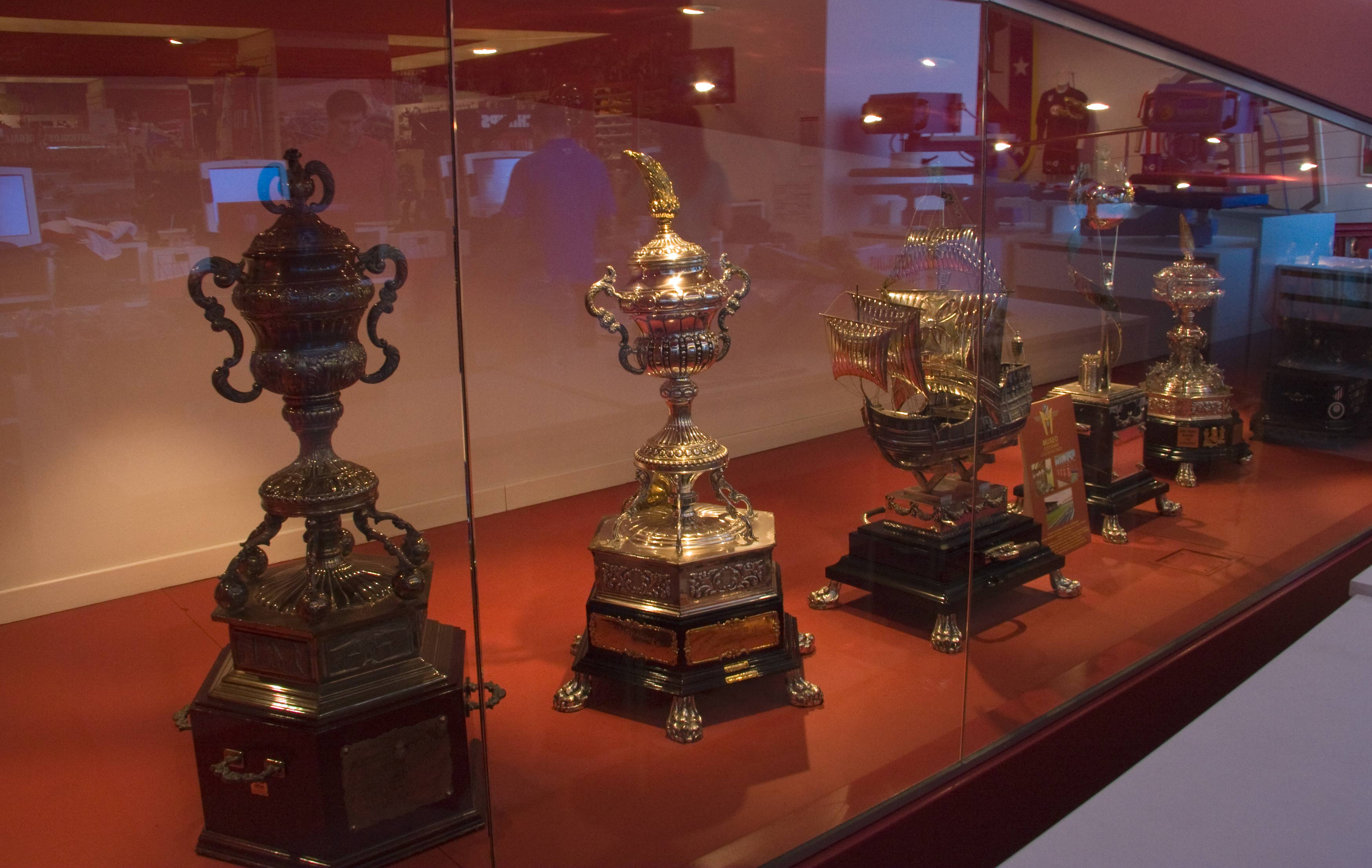
Alcuni trofei esposti al museo dell'Atlético Madrid.

- UEFA Europa League: 3

2009-2010, 2011-2012, 2017-2018
- Coppa delle Coppe: 1

1961-1962
- Supercoppa UEFA: 3

2010, 2012, 2018
- Coppa Intercontinentale: 1

1974
- Coppa Iberica: 1

1991

### Competizioni giovanili
- División de Honor Juvenil de Fútbol: 3

2001-2002, 2017-2018, 2023-2024
- Trofeo Dossena: 1

2000

## Statistiche e record

### Partecipazione ai campionati e ai tornei internazionali

#### Campionati nazionali
Dalla stagione 1928-1929 alla stagione 2023-2024 il club ha ottenuto le seguenti partecipazioni ai campionati nazionali:
| Livello | Categoria        | Partecipazioni | Debutto   | Ultima stagione | Totale |
| ------- | ---------------- | -------------- | --------- | --------------- | ------ |
| 1º      | Primera División | 89             | 1928-1929 | 2025-2026       | 89     |
| 2º      | Segunda División | 6              | 1930-1931 | 2001-2002       | 6      |

#### Tornei internazionali
Alla stagione 2024-2025 il club ha ottenuto le seguenti partecipazioni ai tornei internazionali:
| Categoria                     | Partecipazioni | Debutto   | Ultima stagione |
| ----------------------------- | -------------- | --------- | --------------- |
| UEFA Champions League         | 20             | 1958-1959 | 2024-2025       |
| Coppa Intercontinentale       | 1              | 1974      | 1974            |
| Coppa delle Coppe UEFA        | 9              | 1961-1962 | 1992-1993       |
| Supercoppa UEFA               | 3              | 2010      | 2018            |
| Coppa UEFA/UEFA Europa League | 20             | 1971-1972 | 2017-2018       |
| Coppa Intertoto UEFA          | 2              | 2004      | 2007            |
| Coppa Latina                  | 2              | 1950      | 1951            |

### Statistiche individuali
Koke è il calciatore con più presenze in colchonero, con 684 gettoni. Supera nel 2022 Adelardo che deteneva il record avendo indossato la casacca dell'Atlético Madrid in 553 partite dal 1959 al 1976. Antoine Griezmann è il calciatore più prolifico nella storia dell'Atlético Madrid, con 198 reti, superando Luis Aragonés, leggenda del club sia come calciatore che come allenatore, che ha detenuto il record di goal segnati con 173 marcature in 370 presenze. Adrián Escudero detiene il record per il maggior numero di goal segnati nella Liga: 150. Il giocatore con più presenze nelle competizioni europee è Koke a quota 133, mentre il miglior marcatore è Antoine Griezmann con 44 gol. Tra i giocatori in attività Koke è altresì il calciatore con il maggior numero di presenze, seguito da Jan Oblak a quota 495.
Statistiche aggiornate al 9 luglio 2025.
| Record di presenze - 684 Koke (2009-) - 553 Adelardo Rodríguez (1959-1976) - 495 Jan Oblak (2014-) - 483 Tomás Reñones (1984-1996) - 470 Enrique Collar (1953; 1954-1969) - 469 Ángel Correa (2015-2025) - 456 Carlos Aguilera (1988-1993; 1996-2005) - 444 Antoine Griezmann (2014-2019; 2021-) - 427 Saúl (2012-2013; 2014-2021; 2022-2024) - 425 Isacio Calleja (1958-1972) - 421 Juan Carlos Arteche (1978-1989) - 417 Gabi (2003-2004; 2005-2007; 2011-2018) | Record di reti - 198 Antoine Griezmann (2014-2019; 2021-) - 173 Luis Aragonés (1964-1974) - 169 Adrián Escudero (1945-1958) - 146 Francisco Campos (1940-1948) - 137 José Eulogio Gárate (1966-1977) - 129 Fernando Torres (2001-2007; 2015-2018) - 128 Joaquín Peiró (1954-1962) - 113 Adelardo Rodríguez (1959-1976) - 110 Julio Antonio Elícegui (1933-1940) - 105 Enrique Collar (1953; 1954-1969) - 103 José Juncosa (1944-1955) - 101 Sergio Agüero (2006-2011) |

### Statistiche di squadra
A livello internazionale la miglior vittoria è l'8-0 ottenuto contro il Drumcondra nel primo turno della Coppa dei Campioni 1958-1959, mentre la peggior sconfitta è rappresentata dal 5-1 subito dal Tottenham nella finale della Coppa delle Coppe 1962-1963.

## Organico

### Rosa 2025-2026
| N. |                        | Ruolo | Calciatore                |
| -- | ---------------------- | ----- | ------------------------- |
| 1  | Argentina (bandiera)   | P     | Juan Musso                |
| 2  | Uruguay (bandiera)     | D     | José Giménez              |
| 3  | Italia (bandiera)      | D     | Matteo Ruggeri            |
| 4  | Inghilterra (bandiera) | C     | Conor Gallagher           |
| 5  | Stati Uniti (bandiera) | C     | Johnny Cardoso            |
| 6  | Spagna (bandiera)      | C     | Koke                      |
| 7  | Francia (bandiera)     | A     | Antoine Griezmann         |
| 8  | Spagna (bandiera)      | C     | Pablo Barrios             |
| 9  | Norvegia (bandiera)    | A     | Alexander Sørloth         |
| 10 | Spagna (bandiera)      | A     | Álex Baena                |
| 11 | Argentina (bandiera)   | A     | Thiago Almada             |
| 13 | Slovenia (bandiera)    | P     | Jan Oblak (vice capitano) |

| N. |                       | Ruolo | Calciatore        |
| -- | --------------------- | ----- | ----------------- |
| 14 | Spagna (bandiera)     | C     | Marcos Llorente   |
| 15 | Francia (bandiera)    | D     | Clement Lenglet   |
| 16 | Argentina (bandiera)  | D     | Nahuel Molina     |
| 17 | Slovacchia (bandiera) | D     | Dávid Hancko      |
| 18 | Spagna (bandiera)     | D     | Marc Pubill       |
| 19 | Argentina (bandiera)  | A     | Julián Álvarez    |
| 20 | Argentina (bandiera)  | A     | Giuliano Simeone  |
| 21 | Spagna (bandiera)     | D     | Javi Galán        |
| 22 | Italia (bandiera)     | A     | Giacomo Raspadori |
| 23 | Spagna (bandiera)     | A     | Carlos Martín     |
| 24 | Spagna (bandiera)     | D     | Robin Le Normand  |

### Staff tecnico
- Allenatore:  Diego Simeone
- Vice allenatore:  Nelson Vivas
- Preparatori atletici:  Iván Rafael Díaz Infante,  Carlos Menéndez,  Iván Ortega
- Preparatore dei portieri:  Pablo Vercellone
- Responsabile settore medico:  José María Villalón
- Medico sociale:  Gorka de Abajo

## Tifoseria

### Storia
L'Atlético Madrid è la terza squadra in Spagna per numero di sostenitori, dopo Real Madrid e Barcellona. In origine i tifosi dell'Atlético provenivano dalla classe lavoratrice e si contrapponevano a quelli del Real, appartenenti alla classe media.

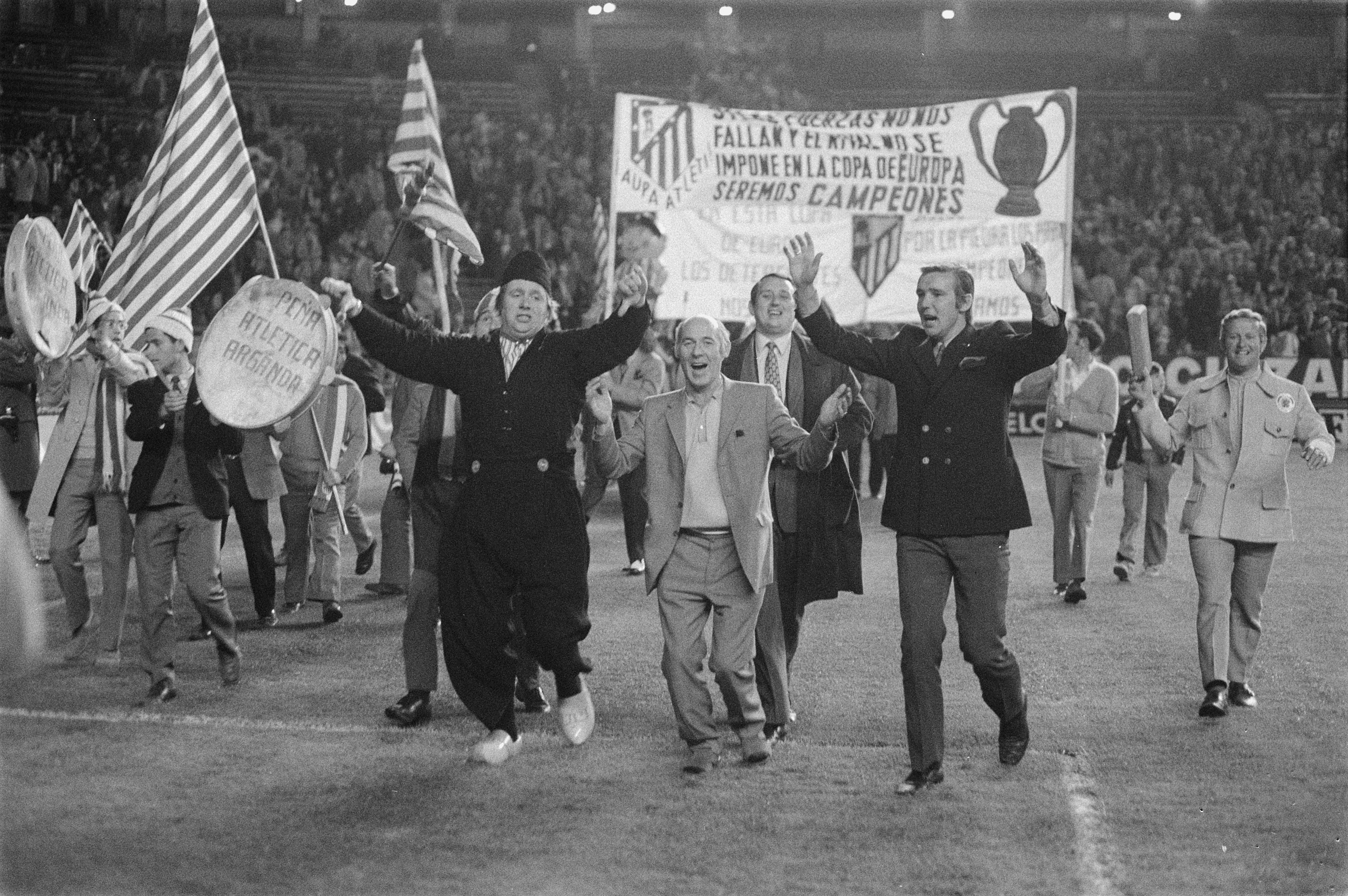
Tifosi dell'Atlético Madrid nel 1971

I tifosi, così come i calciatori, vengono soprannominati colchoneros poiché tra il 1936 e il 1939 le divise erano fatte della stessa foggia dei materassi, ossia a righe verticali bianche e rosse. Un altro soprannome è indios, e questo potrebbe derivare sia dal fatto che tra gli anni settanta e ottanta la squadra ha conseguito numerosi successi soprattutto grazie al supporto di calciatori sudamericani; sia poiché lo stadio si trovava lungo il fiume Manzanarre, come una tribù indiana, dunque essi odiano i bianchi (rappresentati dal Real Madrid) e sono quindi paragonati agli indiani d'America.
Il gruppo più antico, attualmente esistente, della tifoseria madrilena è il Frente Atlético formatosi nel 1982. Esso deriva dal Peña Fondo Sur, costituitosi nel 1968, il quale nel corso degli anni ha cambiato diverse volte nome fino ad arrivare a quello attuale. Con circa 2 000 soci è uno dei più numerosi gruppi organizzati in Spagna, nonché il più temibile e violento. Il 2 dicembre 2014, con un comunicato ufficiale, il club condanna il gruppo organizzato in qualità di responsabile degli scontri avvenuti a Madrid prima della partita contro il Deportivo La Coruña.

### Gemellaggi e rivalità
Il gemellaggio più sentito dai tifosi indios è con quelli del Betis, con i quali durante le partite intonano i cori contro i rivali del Siviglia. Un rapporto di amicizia esiste anche con i tifosi del Levante e dello Sporting Gijón. Un sentimento di rispetto reciproco, caratterizzato soprattutto dall'odio in comune per il Real Madrid, esiste con il gruppo Boixos Nois del Barcellona. In Europa i tifosi sono in buoni rapporti con quelli del Milan e del Catanzaro. Esiste inoltre un gemellaggio con i tifosi polacchi del Ruch Chorzów con quelli della Roma e con gli inglesi del Liverpool.

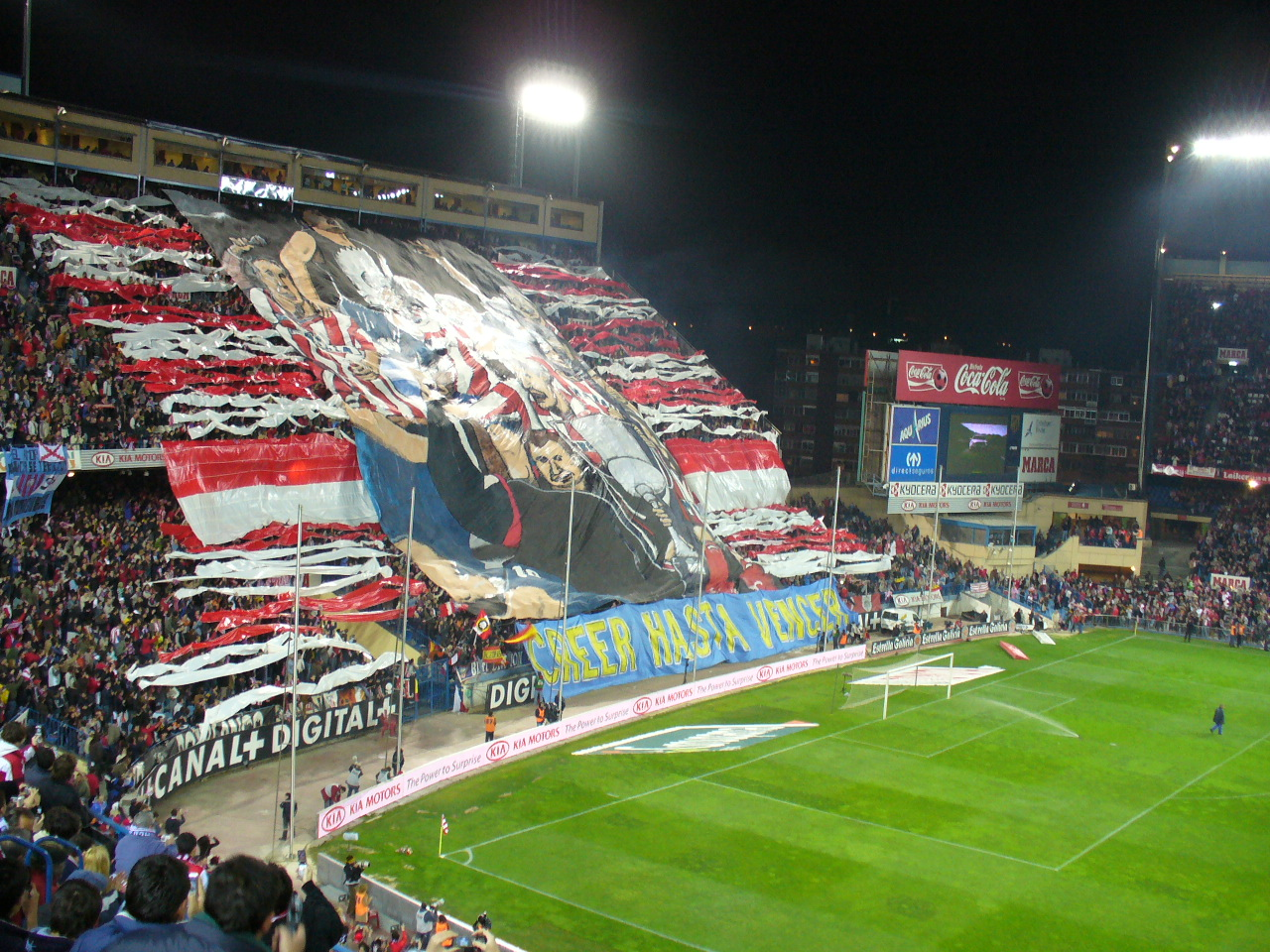
Coreografia dei tifosi durante il derby di Madrid

La rivalità più sentita dai tifosi colchoneros è senza dubbio quella coi concittadini del Real Madrid, nelle partite che danno vita al derbi madrileño. I primi scontri tra le tifoserie si ebbero già nel 1916, ma la rivalità tra i due club madrileni conquistò per la prima volta l'attenzione internazionale durante la Coppa dei Campioni del 1959, quando le due formazioni si incontrarono in semifinale. Il Real vinse 2-1 la gara d'andata al Bernabéu, mentre l'Atlético vinse 1-0 il ritorno al Metropolitano. Il pareggio portò ad un rematch che il Real vinse 2-1. L'Atlético conquistò comunque alcune rivincite quando sconfisse i blancos nelle due successive finali di Coppa del Re del 1960 e del 1961.
La seconda tifoseria più odiata dai sostenitori dell'Atlético è quella del Siviglia. Le partite con gli altri rojiblancos sono considerate ad alto rischio scontri; durante un incontro prima fu accoltellato un tifoso dell'Atlético e in seguito fu lanciata una bottiglia di whisky addosso al portiere del Siviglia.
Rivalità di minor tono sussistono con i tifosi del Valencia, dell'Espanyol, dell'Athletic Bilbao, del Racing Santander e del Deportivo La Coruña. Proprio contro i galiziani, il 30 novembre 2014 c'è stata una grave guerriglia a Madrid (in cui vi hanno preso parte anche alcune frange del Rayo Vallecano e dell'Alcorcón) che ha causato la morte di un sostenitore del Deportivo. In campo internazionale, invece, i gruppi ostili sono quelli dell'Olympique Marsiglia, dello Sporting Lisbona e della Lazio, a causa del gemellaggio con il Real Madrid, con episodi di tensione anche in occasione degli incontri di Champions League nel 2023.

## Altre sezioni sportive
Oltre alla celebre squadra di calcio nata nel 1903, l'Atlético Madrid è nota anche per la squadra di pallamano fondata nel 1947, che però si è sciolta nel 2012. Nel medesimo anno è stata anche costituita una sezione di rugby a 15 che milita nella División de Honor, prima divisione nazionale (dopo averne avuta un'altra tra il 1914 e il 1959 che si aggiudicò anche un campionato spagnolo). Tra il 2008 e il 2010 ha sponsorizzato sei piloti automobilistici (tra cui Andy Soucek, Ho-Pin Tung e María de Villota) nell'ambito della Superleague Formula.